# Redemptionis Sacramentum

Redemptionis Sacramentum (« sacrement de la Rédemption ») est un texte émis le 25 mars 2004, par la Congrégation pour le culte divin et la discipline des sacrements. Les autorités de l'Église catholique y précisent les règles à suivre en ce qui concerne l'eucharistie, notamment lors de la messe. Ces instructions concernent principalement le rite romain sous sa forme ordinaire, mais il donne aussi les ajustements nécessaires quant aux autres rites liturgiques latins ou à l'adoration eucharistique en dehors de la messe.

## Un texte inscrit dans une succession d'initiatives sur l'eucharistie
L'instruction prend place dans une succession d'initiatives romaines pour promouvoir le sacrement de l'Eucharistie dans la continuité du Jubilé de l'an 2000. C'est ainsi que le pape Jean-Paul II publie l'encyclique Ecclesia de Eucharistia pour rappeler avec force les éléments essentiels de la foi catholique concernant l'eucharistie : la réactualisation du sacrifice rédempteur du Christ, la présence réelle de celui-ci dans le sacrement, le rôle du prêtre, ministre de l'eucharistie et l'impact de l'eucharistie sur la vie chrétienne. Dans cette encyclique, il annonce également la parution prochaine d'un document sur les normes liturgiques :
« Le prêtre qui célèbre fidèlement la Messe selon les normes liturgiques et la communauté qui s'y conforme manifestent, de manière silencieuse mais éloquente, leur amour pour l'Église. Précisément pour renforcer ce sens profond des normes liturgiques, j'ai demandé aux Dicastères compétents de la Curie romaine de préparer un document plus spécifique, avec des rappels d'ordre également juridique, sur ce thème d'une grande importance. Il n'est permis à personne de sous-évaluer le Mystère remis entre nos mains: il est trop grand pour que quelqu'un puisse se permettre de le traiter à sa guise, ne respectant ni son caractère sacré ni sa dimension universelle.  »
C'est la parution de Redemptionis Sacramentum qui concrétise cette annonce.
Pour déployer plus complètement cette dimension eucharistique, d'autres initiatives suivront : le pape lancera en octobre 2004 une « année de l'Eucharistie » introduite par la lettre apostolique Mane nobiscum Domine et par le congrès eucharistique de Guadalajara. Elle se conclura par un synode des évêques sur le thème « L’Eucharistie: source et sommet de la vie et de la mission de l’Église ». Il reviendra au successeur de Jean-Paul II, Benoît XVI, d'achever cette séquence par son exhortation apostolique Sacramentum caritatis (de),.

## Le respect de la liturgie

### La problématique de la fidélité et du renouveau
Lors de la présentation de l'instruction romaine à la presse, le cardinal Arinze souligne le danger qu'il y a à "personnaliser" les textes liturgiques, ce qui peut affaiblir ou détruire le lien nécessaire entre la loi de la prière liturgique et la loi de la foi, la « lex orandi » et la « lex credendi ». Le texte de l'instruction détaille ce risque :
« Le Mystère de l’Eucharistie est trop grand "pour que quelqu’un puisse se permettre de le traiter à sa guise, en ne respectant ni son caractère sacré, ni sa dimension universelle". Au contraire, quiconque se comporte de cette manière, en préférant suivre ses inclinations personnelles, même s’il s’agit d’un prêtre, lèse gravement l’unité substantielle du Rite romain, sur laquelle il faut pourtant veiller sans relâche. Des actes de ce genre ne constituent absolument pas une réponse valable à la faim et à la soif du Dieu vivant, dont le peuple de notre époque fait l’expérience; de même, ils n’ont rien de commun avec le zèle pastoral authentique ou le véritable renouveau liturgique, mais ils ont plutôt pour conséquence de priver les fidèles de leur patrimoine et de leur héritage. [...] Ces actes provoquent l’incertitude doctrinale, le doute et le scandale dans le peuple de Dieu, et aussi, presque inévitablement, des oppositions violentes, qui troublent et attristent profondément de nombreux fidèles, alors qu’à notre époque, la vie chrétienne est souvent particulièrement difficile en raison du climat de "sécularisation". »
Consacrant un dossier à l'analyse de l'impact du document, le journal La Croix s'appuie sur les propos de l'archevêque Domenico Sorrentino (it), secrétaire de la Congrégation pour le culte divin. Selon le prélat, les normes ont été édictées pour éviter de faire de la liturgie « une zone franche d’expérimentation et d’arbitrages personnels » ; pour autant elles « ne comportent aucun interdit d’approfondir et de proposer, comme ce fut le cas dans l’histoire du mouvement liturgique et encore aujourd’hui ». Le journal en conclut que l'instruction n'a rien pour déclencher les tempêtes, même s'il regrette que la question du caractère vivant de la liturgie ne soit pas plus développée,. A contrario, les traditionalistes de la FSSPX rejettent le concept de « liberté selon les normes » avancé par le document, et considèrent que la lutte contre les abus est incompatible avec l'« esprit conciliaire de créativité ».

### L'importance de la question du respect des normes
Dans sa présentation, le cardinal Arinze a souligné que tous les abus liturgiques n'ont pas le même poids. Ils peuvent cependant devenir une source de préoccupation importante, notamment quand ils sont particulièrement graves ou répétés, comme l'indique le préambule de l'instruction :
« 
Ainsi, on ne peut passer sous silence les abus, même très graves, contre la nature de la Liturgie et des sacrements, et aussi contre la tradition et l’autorité de l’Église, qui, à notre époque, affligent fréquemment les célébrations liturgiques dans tel ou tel milieu ecclésial. Dans certains lieux, le fait de commettre des abus dans le domaine liturgique est même devenu un usage habituel; il est évident que telles attitudes ne peuvent être admises et qu’elles doivent cesser. »
Si le document ne présente pas de nouveauté particulière en matière de liturgie, il clarifie la situation des filles qui occupent la fonction de servant d'autel, énonçant au n°47 : « les filles ou les femmes peuvent être admises à ce service de l’autel, au jugement de l’Évêque diocésain ».

### Dénonciation et rectification des abus
Pour les commentateurs, le point le plus délicat de l'instruction Redemptionis Sacramentum est l'affirmation plusieurs fois répétée du « droit » des fidèles à bénéficier d’une « liturgie conforme à ce que l’Église a voulu et établi », et donc de se plaindre s’il y a des manquements. Le document rappelle toutefois que, si le problème n'a pu se régler directement avec le prêtre concerné, c'est le siège épiscopal qui constitue le recours normal. Il dissuade autant que possible les fidèles de s’adresser à Rome.
La Vie considère en octobre que l'instruction a été instrumentalisée par la frange « ultraconservatrice » de l’Église, citant une lettre rédigée par Friedrich Wetter, cardinal archevêque de Munich. Mais la revue catholique Kephas évoque plutôt « un recentrage, un document de maturité qui entend s’attaquer aux abus qui n’ont rien à voir avec l’esprit authentique du Concile et qui doivent être corrigés par les pasteurs, avec une attitude de fermeté prudente », une instruction donc non répressive mais libératrice face à la masse oppressive d'abus liturgiques auxquels ont eu droit les fidèles ; soit un document dont le principal « souci est de donner, ou de rendre, aux chrétiens, surtout aux petits et aux humbles qui n’ont que ce luxe en ce monde, la liturgie de l’Église dans toute sa beauté, à laquelle, en vertu de leur baptême, ils ont un droit imprescriptible pour honorer Dieu et se sanctifier ».